# Райнхардт, Николь
Николь Райнхардт (нем. Nicole Reinhardt; род. 2 января 1986, Лампертхайм) — немецкая каноистка. Чемпионка Олимпийских игр в Пекине на дистанции K-4 500 м.
Райнхардт также завоевала 8 золотых медалей на чемпионатах мира по гребле на байдарках и каноэ (K-1 500 м: 2005, 2011, K-2 200 м: 2007, K-1 4 x 200 м: 2009, 2010, 2011, K-2 500 м: 2007, K-4 200 м: 2005) и пять серебряных медалей (K-2 200 м: 2009, K-2 500 м: 2009, K-4 200 м: 2006, K-4 500 м: 2009, 2010).
В 2008 году снялась для журнала Playboy, где позировала с золотой медалью.